# Morten Lauridsen
Morten Lauridsen (ur. 27 lutego 1943 w Colfax) – amerykański dyrygent, kompozytor muzyki poważnej, wykładowca uniwersytecki.

## Życiorys
Urodził się 27 lutego 1943 w Colfax. Po ukończeniu studiów w dziedzinie kompozycji na University of Southern California w 1967 roku został wykładowcą tej uczelni.
Komponuje głównie muzykę wokalną. Jego utwory znalazły się na ponad dwustu albumach, w tym pięciu nominowanych do nagrody Grammy.
W 2005 roku za działalność artystyczną agencja National Endowment for the Arts nadała mu tytuł mistrza amerykańskiej chóralistyki, a dwa lata później prezydent George W. Bush odznaczył go medalem National Medal of Arts.
Jest bohaterem nakręconego w 2012 roku filmu dokumentalnego Shining Night: A Portrait of Composer Morten Lauridsen.

## Wybrane kompozycje
- A Backyard Universe (1965)
- A Winter Come (zbiór - 1967)
- O Come, Let Us Sing Unto the Lord (1970)
- I Will Lift Up Mine Eyes (1970)
- Where Have the Actors Gone (1976)
- Mid-Winter Songs (zbiór - 1980)
- Cuatro Canciones Sobre Poesias de Federico Garcia Lorca (zbiór - 1981)
- Madrigali: Six "Firesongs" on Italian Renaissance Poems (zbiór - 1987)
- Les Chansons des Roses (zbiór - 1993)
- O Magnum Mysterium (1994)
- Ave Maria (1997)
- Lux Aeterna (zbiór - 1997)
- Ubi Caritas et Amor (1999)
- Ave Dulcissima Maria (2004)
- Nocturnes (zbiór - 2005)
- Chanson Eloignee (2006)
- Canticle/O Vos Omnes (2008)
- Prayer (2012)